# Drudenhaus (prison)

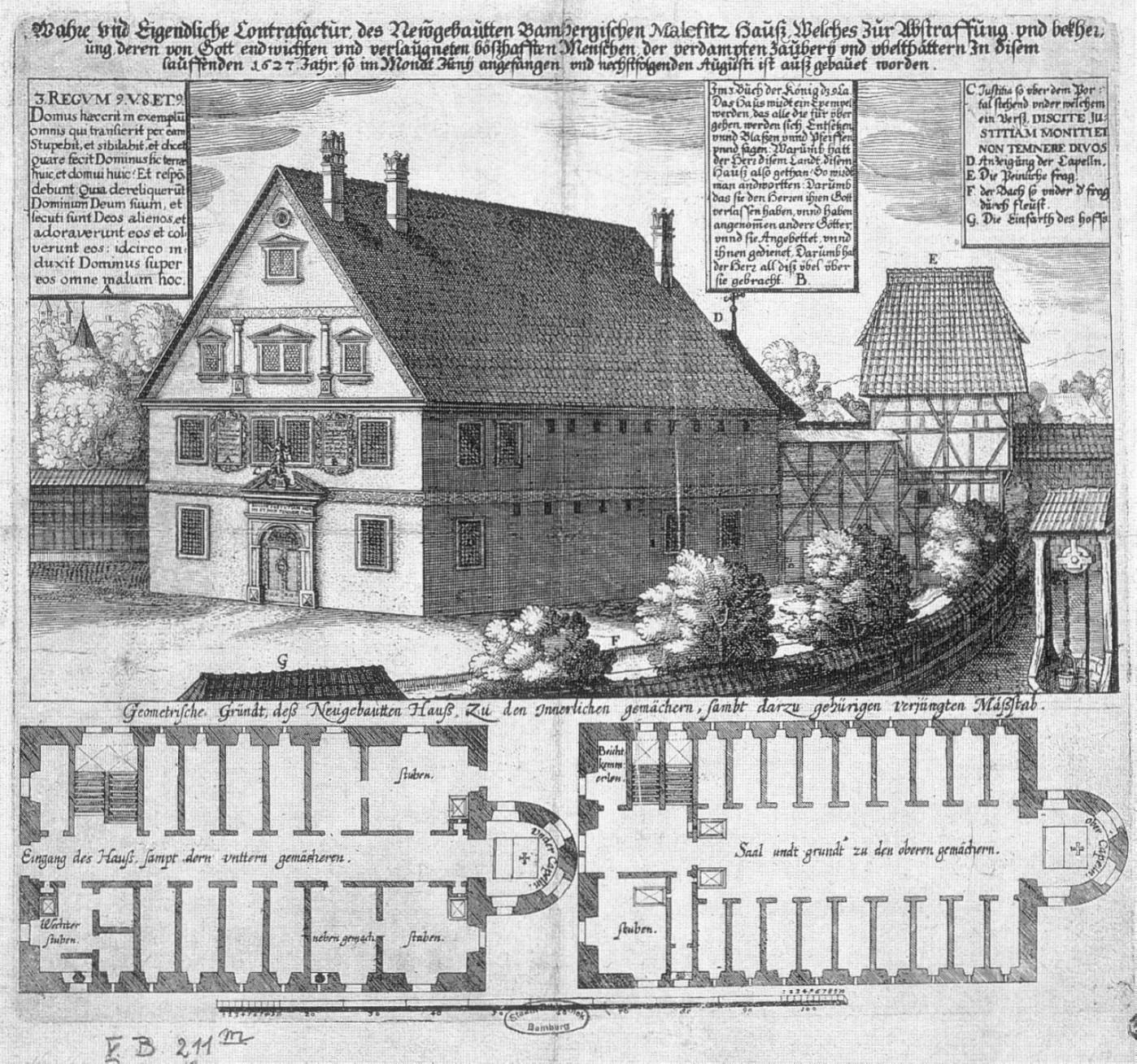
Représentation et plan de la Drudenhaus

La Drudenhaus est construite en 1627 par l'évêque de Bamberg Johann Georg Fuchs von Dornheim au plus fort de la chasse aux sorcières pour une trentaine de prisonniers.

## Histoire
La conception et la construction de la Drudenhaus sont à l'initiative du vicaire général et évêque auxiliaire Friedrich Förner, un partisan de la chasse aux sorcières. Il crée d'autres maisons pour la chasse aux sorcières dans l'évêché à Zeil am Main, Hallstadt ou Kronach.
Elle se trouvait dans l'actuelle Franz-Ludwig-Straße, environ à hauteur de l'immeuble du numéro 7, où se trouve maintenant une pharmacie. Le bâtiment de torture associé, « Peinliche Frag », était au 10 de la rue.
Le plan du bâtiment montre 26 cellules individuelles et deux cellules légèrement plus grandes. Au-dessus du portail, il y avait l'inscription : « DISCUS JUSTITIAM MONITI ET NON TEMNERE DIVOS » (une citation de l'Enéide de Virgile : « Que ce soit une exhortation à apprendre la justice et à ne pas négliger les dieux »). Au-dessus, il y avait une allégorie de la Justice et un verset en latin et en allemand du Livres des Rois : « Cette maison sera toujours haut placée, mais quiconque passera près d'elle sera dans la stupeur et sifflera. On dira : Pourquoi Yahweh a-t-il traité ainsi ce pays et cette maison ? Et l'on répondra : Parce qu'ils ont abandonné Yahweh, leur Dieu, qui a fait sortir leurs pères du pays d'Égypte, et que s'attachant à d'autres dieux, ils se sont prosternés devant eux et les ont servis : voilà pourquoi Yahweh a fait venir sur eux tous ces maux. »
Selon un registre en avril 1631, il y a à ce moment 20 personnes détenues.
Pendant le temps des procès en sorcellerie, environ 300 personnes de la ville de Bamberg et un total de 900 personnes dans l'évêché meurent sur le bûcher. Même des personnalités connues comme le maire Johannes Junius et le chancelier épiscopal Georg Haan, qui avait critiqué les procès, et Dorothea Flock sont exécutées.
Lorsque les troupes suédoises s'approchent de Bamberg le 11 février 1632, les dix dernières « sorcières » emprisonnées sont libérées, mais elles ont dû jurer de garder le silence sur le traitement pendant la détention. En 1635, le bâtiment est démoli. En 1654, les pierres sont utilisées dans la construction du couvent des Capucins.

## Source, notes et références
- (de) Cet article est partiellement ou en totalité issu de l’article de Wikipédia en allemand intitulé « Drudenhaus » (voir la liste des auteurs).